# Collegio uninominale Veneto 2 - 04 (2020)
Il collegio elettorale uninominale Veneto 2 - 04 è un collegio elettorale uninominale della Repubblica Italiana per l'elezione della Camera dei deputati.

## Territorio
Come previsto dalla legge n. 51 del 27 maggio 2019, il collegio è stato definito tramite decreto legislativo all'interno della circoscrizione Veneto 2.
È formato territorio di 63 comuni della provincia di Vicenza: Arsiero, Asiago, Bassano del Grappa, Breganze, Brogliano, Caltrano, Calvene, Carrè, Cartigliano, Cassola, Castelgomberto, Chiuppano, Cogollo del Cengio, Colceresa, Cornedo Vicentino, Enego, Fara Vicentino, Foza, Gallio, Laghi, Lastebasse, Lugo di Vicenza, Lusiana Conco, Malo, Marano Vicentino, Marostica, Monte di Malo, Montecchio Precalcino, Mussolente, Nove, Pedemonte, Pianezze, Piovene Rocchette, Posina, Pove del Grappa, Pozzoleone, Recoaro Terme, Roana, Romano d'Ezzelino, Rosà, Rossano Veneto, Rotzo, Salcedo, San Vito di Leguzzano, Sandrigo, Santorso, Sarcedo, Schiavon, Schio, Solagna, Tezze sul Brenta, Thiene, Tonezza del Cimone, Torrebelvicino, Trissino, Valbrenta, Valdagno, Valdastico, Valli del Pasubio, Velo d'Astico, Villaverla, Zanè e Zugliano.
Il collegio è parte del collegio plurinominale Veneto 2 - 02.

## Eletti
| Elezione | Elezione | Deputato       | Partito           |
| -------- | -------- | -------------- | ----------------- |
|          | 2022     | Silvio Giovine | Fratelli d'Italia |

## Dati elettorali

### XIX legislatura
Come previsto dalla legge elettorale, 147 deputati sono eletti con sistema a maggioranza relativa in altrettanti collegi uninominali a turno unico.
| Candidati                                 | Candidati                | Voti    | %     | Liste                          | Voti    | %     |
| ----------------------------------------- | ------------------------ | ------- | ----- | ------------------------------ | ------- | ----- |
|                                           | Silvio Giovine ✔️ Eletto | 134 174 | 57,43 | Fratelli d'Italia              | 76 563  | 32,77 |
| Lega per Salvini Premier                  | Silvio Giovine ✔️ Eletto | 134 174 | 57,43 | 38 842                         | 16,63   |       |
| Forza Italia                              | Silvio Giovine ✔️ Eletto | 134 174 | 57,43 | 14 686                         | 6,29    |       |
| Noi moderati/Lupi - Toti - Brugnaro - UDC | Silvio Giovine ✔️ Eletto | 134 174 | 57,43 | 4 083                          | 1,75    |       |
|                                           | Giulia Andrian           | 51 426  | 22,01 | Partito Democratico-IDP        | 36 570  | 15,65 |
| Alleanza Verdi e Sinistra                 | Giulia Andrian           | 51 426  | 22,01 | 7 394                          | 3,16    |       |
| +Europa                                   | Giulia Andrian           | 51 426  | 22,01 | 6 825                          | 2,92    |       |
| Impegno Civico - Centro Democratico       | Giulia Andrian           | 51 426  | 22,01 | 637                            | 0,27    |       |
|                                           | Marica Dalla Valle       | 19 785  | 8,47  | Azione - Italia Viva - Calenda | 19 785  | 8,47  |
|                                           | Gedorem Andreatta        | 11 110  | 4,76  | Movimento 5 Stelle             | 11 110  | 4,76  |
|                                           | Ilaria Brunelli          | 6 901   | 2,95  | Italexit                       | 6 901   | 2,95  |
|                                           | Boris Ventura            | 5 498   | 2,35  | Vita                           | 5 498   | 2,35  |
|                                           | Silvia Giaretta          | 2 498   | 1,07  | Italia Sovrana e Popolare      | 2 498   | 1,07  |
|                                           | Alberto Carraro          | 2 237   | 0,96  | Unione Popolare                | 2 237   | 0,96  |
| Totale                                    | Totale                   | 233 629 | 100   |                                | 233 629 | 100   |
|                                           |                          |         |       |                                |         |       |
| Schede bianche                            | Schede bianche           | 3 410   | 1,40  |                                |         |       |
| Schede nulle                              | Schede nulle             | 6 862   | 2,81  |                                |         |       |
| Votanti                                   | Votanti                  | 243 901 | 71,48 |                                |         |       |
| Elettori                                  | Elettori                 | 341 203 |       |                                |         |       |